# TKB-011
TKB-011 (ТКБ-011) là loại súng trường tấn công sử dụng thiết kế bullpup thử nghiệm do Nikolai M. Afanasyev thiết kế từ năm 1963 đến năm 1965. Với cơ chế bắn tự động sử dụng loại đạn 7.62×39mm, các linh kiện của loại súng này được làm bằng thép và vỏ ngoài được làm bằng gỗ ép.
Tuy nhiên nó xuất hiện quá sớm cho thiết kế dạng này vì nó có quá nhiều linh kiện máy móc khiến cho việc chế tạo trở nên khó khăn với công nghệ khi đó. Vì thế nên nó không được đưa vào sản xuất nhưng vẫn được sử dụng để nghiên cứu tiếp. Loại súng này có hai biến thể là TKB-011M và TKB-011 2M với nâng cấp giúp tăng độ tin cậy của súng.